# Росский Селец
Ро́сский Селе́ц — деревня на северо-востоке Беларуси, в Оршанском районе Витебской области.
В 3 километрах от села проходит трасса М1. Расстояние до районного центра — Орши — 15 км.

## История
В 1676 упоминается как деревня Селец в Оршанском повете ВКЛ.